# Juma Al Dhaheri
Juma Al Dhaheri (* 15. Juli 1975) ist ein Eishockeyspieler und -funktionär aus den Vereinigten Arabischen Emiraten. Er spielt seit 2009 bei den Abu Dhabi Storms aus der Emirates Ice Hockey League.

## Karriere
Auf Vereinsebene tritt Al Dhaheri, der zunächst im Juniorenbereich bis zum Alter von 14 Jahren Fußball für den Al Ain Club spielte, für die Abu Dhabi Storms aus der Emirates Ice Hockey League an, die er mit dem Klub 2011, 2014 und 2019 gewinnen konnte. Er ist zudem für den Eishockeyverband der Vereinigten Arabischen Emirate und als Manager des Abu Dhabi Ice Sports Club tätig.

### International
Juma Al Dhaheri nahm für die Eishockeynationalmannschaft der Vereinigten Arabischen Emirate an den Weltmeisterschaften der Division III 2010, als er Torschützenkönig des Turniers wurde, 2013, 2014 und 2022, als erstmals der Aufstieg in die Division II gelang, sowie den Qualifikationen für die Weltmeisterschaften der Division III 2013, 2018 und 2019, als er die beste Plus/Minus-Bilanz des Turniers erreichte, teil. Dabei wurde er 2010, 2013 und 2018 jeweils zum besten Spieler seiner Mannschaft gewählt. Bei der Weltmeisterschaft 2023 spielte er in der Division II und wurde erneut zum besten Spieler seiner Mannschaft gewählt. Darüber hinaus stand er im Aufgebot seines Landes in den Jahren 2007, 2011 und 2017 bei den Winter-Asienspielen sowie in den Jahren 2009, 2010, 2011, 2012, 2013, 2014, 2015, 2016 und 2017 beim IIHF Challenge Cup of Asia. In den Jahren 2009, 2012 und 2017 gewann er mit seiner Mannschaft die Gold-, in den Jahren 2010, 2011, 2014, 2015 und 2016 jeweils die Silbermedaille. Im Jahr 2012 trat er für die Vereinigten Arabischen Emirate bei der Eishockeymeisterschaft des Golfes an, bei der er mit seiner Mannschaft das Turnier gewann. Zudem vertrat er seine Farben bei der Olympiaqualifikation für die Winterspiele in Peking 2022.
Al Dhaheri ist sowohl Rekordschütze, als auch Topscorer und bester Vorbereiter der Nationalmannschaft der Emirate. Bei den Weltmeisterschaften 2024 und 2025 fungierte er als General Manager der Nationalmannschaft Vereinigten Arabischen Emirate.

## Erfolge und Auszeichnungen
- 2011 Meister der Vereinigten Arabischen Emirate mit den Abu Dhabi Storms
- 2014 Meister der Vereinigten Arabischen Emirate mit den Abu Dhabi Storms
- 2019 Meister der Vereinigten Arabischen Emirate mit den Abu Dhabi Storms

### International
| - 2009 Goldmedaille beim IIHF Challenge Cup of Asia - 2010 Silbermedaille beim IIHF Challenge Cup of Asia - 2010 Torschützenkönig bei der Division III, Gruppe A - 2011 Silbermedaille beim IIHF Challenge Cup of Asia - 2011 Bester Stürmer des IIHF Challenge Cup of Asia - 2012 Goldmedaille beim IIHF Challenge Cup of Asia - 2012 Goldmedaille bei der Eishockeymeisterschaft des Golfes - 2013 Qualifikation für die Division III bei der Qualifikation zur Weltmeisterschaft der Division III - 2014 Silbermedaille beim IIHF Challenge Cup of Asia | - 2015 Silbermedaille beim IIHF Challenge Cup of Asia - 2016 Silbermedaille beim IIHF Challenge Cup of Asia - 2017 Goldmedaille beim IIHF Challenge Cup of Asia - 2017 Bester Stürmer des IIHF Challenge Cup of Asia - 2017 Topscorer des IIHF Challenge Cup of Asia - 2019 Qualifikation für die Division III bei der Qualifikation zur Weltmeisterschaft der Division III - 2019 Beste Plus/Minus-Bilanz bei der Qualifikation zur Weltmeisterschaft der Division III - 2022 Aufstieg in die Division II, Gruppe B, bei der Weltmeisterschaft der Division III, Gruppe A - 2023 Aufstieg in die Division II, Gruppe A, bei der Weltmeisterschaft der Division II, Gruppe B |